# Городище (Алексеевский район)
Городище — хутор в Алексеевском районе (городском округе, с 2018) Белгородской области, входит в состав Глуховского сельского поселения.

## География
Расположен в восточной части области, в 13 км к северу от районного центра, города Алексеевки.

### Улицы
- ул. Луговая
- ул. Центральная
- 1-й Центральный пер.

## Население
| 2002 | 2010 |
| ---- | ---- |
| 55   | ↗56  |